# Wszystko jest możliwe
Wszystko jest możliwe – amerykańska komedia romantyczna z 1989 roku.

## Fabuła
Lata 60. Szczęście młodych małżonków, Louiego i Corinne, przerywa wypadek samochodowy. Louis ginie, Corinne nie może o nim zapomnieć. W niebie zapada decyzja o powrocie Louisa na ziemię. Ale nie zostały skasowane jego wspomnienia. Louis wraca w ciele Alexa, chłopaka Mirandy, córki Corinne. Wywołuje to masę komplikacji.

## Obsada
- Cybill Shepherd – Corinne Jeffries
- Robert Downey Jr. – Alex Finch
- Ryan O’Neal – Philip Train
- Mary Stuart Masterson – Miranda Jeffries
- Christopher McDonald – Louie Jeffries
- Josef Sommer – Sędzia Fenwick
- Joe Grifasi – Omar
- Henderson Forsythe – Ben Bradlee

## Nagrody i nominacje
Oscary za rok 1989
- Najlepsza piosenka – „After All” muzyka Tom Snow, słowa Dean Pitchford

Złote Globy 1989
- Najlepsza piosenka – „After All” muzyka Tom Snow, słowa Dean Pitchford